# PT-91 Twardy
PT-91 Twardy ("tare", "dur" sau "rezistent") este un tanc principal de luptă fabricat în Polonia. Este o îmbunătățire a modelului T-72M1 (o variantă de export a tancului T-72 fabricată sub licență în Polonia) și a intrat în dotarea forțelor terestre poloneze în anul 1995. Tancul a fost proiectat de către OBRUM (Ośrodek Badawczo-Rozwojowy Urządzeń Mechanicznych adică Centrul de Cercetare și Dezvoltare a Sistemelor Mecanice în poloneză) și este fabricat de către Bumar Łabędy (parte a consorțiului militar polonez Bumar). Spre deosebire de T-72M1, PT-91 Twardy are un sistem nou de conducere a focului stabilizat în două planuri, blindaj reactiv, un motor diesel mai puternic, o transmisie diferită și un mecanism nou de încărcare automată a tunului. Polonia are 232 de tancuri PT-91 Twardy în uz, iar Malaysia are 48 de tancuri PT-91M "Pendekar" în dotare.